# Strongylocentrotus
Strongylocentrotus is een geslacht van zee-egels uit de familie Strongylocentrotidae.

## Soorten
- Strongylocentrotus antiquus Philip, 1965 (fossiel - Mioceen)
- Strongylocentrotus djakonovi Baranova, 1957
- Strongylocentrotus droebachiensis (O.F. Müller, 1776)
- Strongylocentrotus fragilis Jackson, 1912
- Strongylocentrotus intermedius (A. Agassiz, 1863)
- Strongylocentrotus pallidus (G.O. Sars, 1871)
- Strongylocentrotus polyacanthus A. Agassiz et H.L. Clark, 1907
- Strongylocentrotus pulchellus A. Agassiz & H.L. Clark, 1907
- Strongylocentrotus purpuratus (Stimpson, 1857)

## Uitgestorven
- Strongylocentrotus magistrus Nisiyama, 1966 †
- Strongylocentrotus octoporus Nisiyama, 1966 †

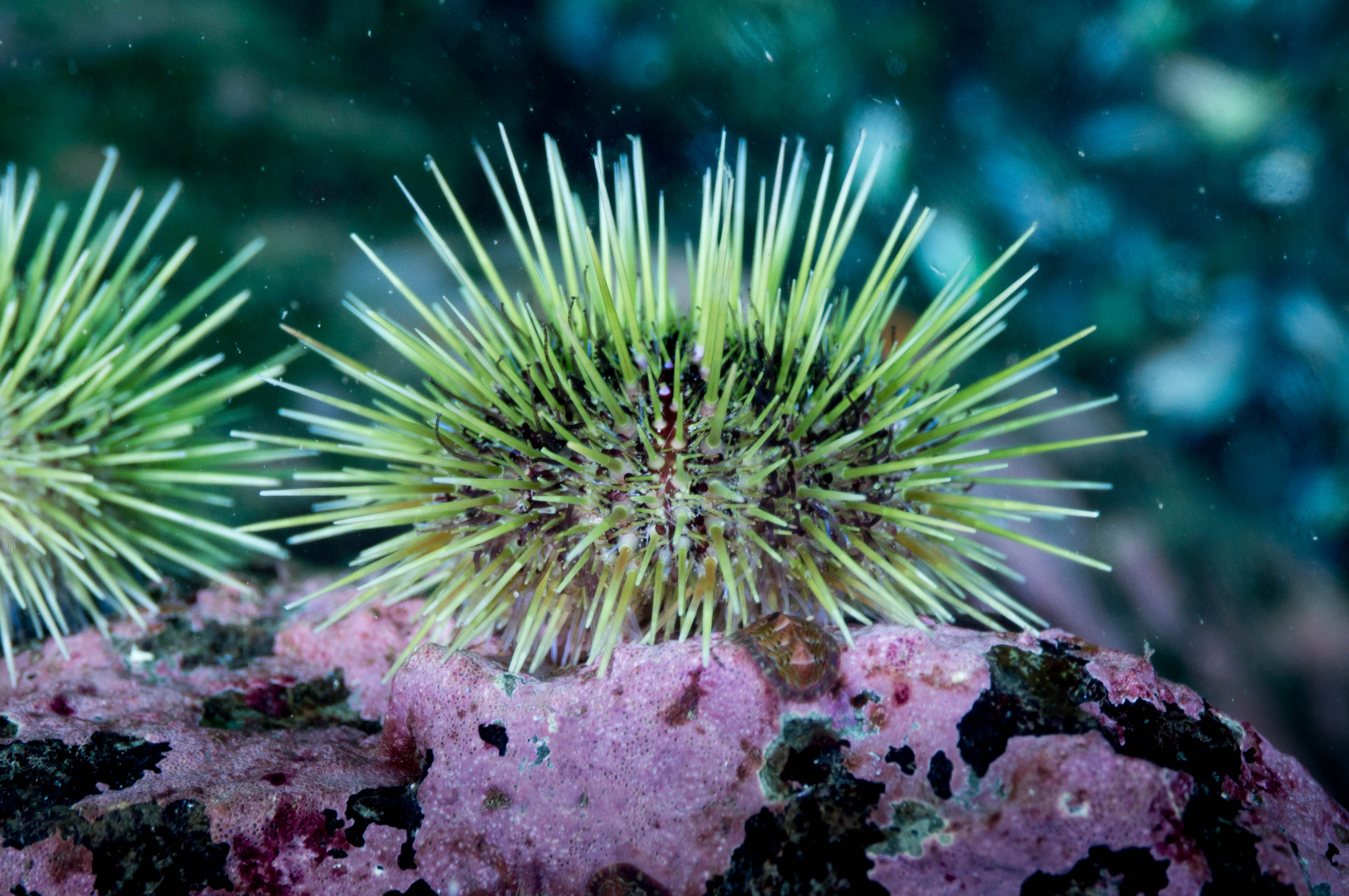
Strongylocentrotus droebachiensis
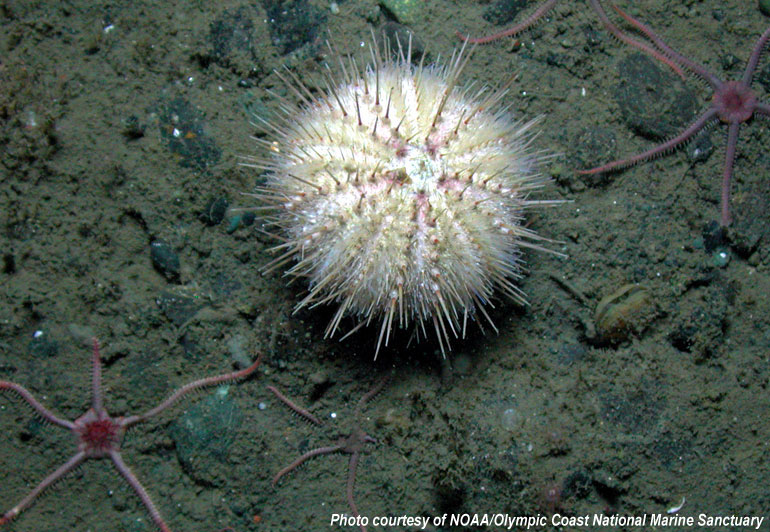
Strongylocentrotus pallidus
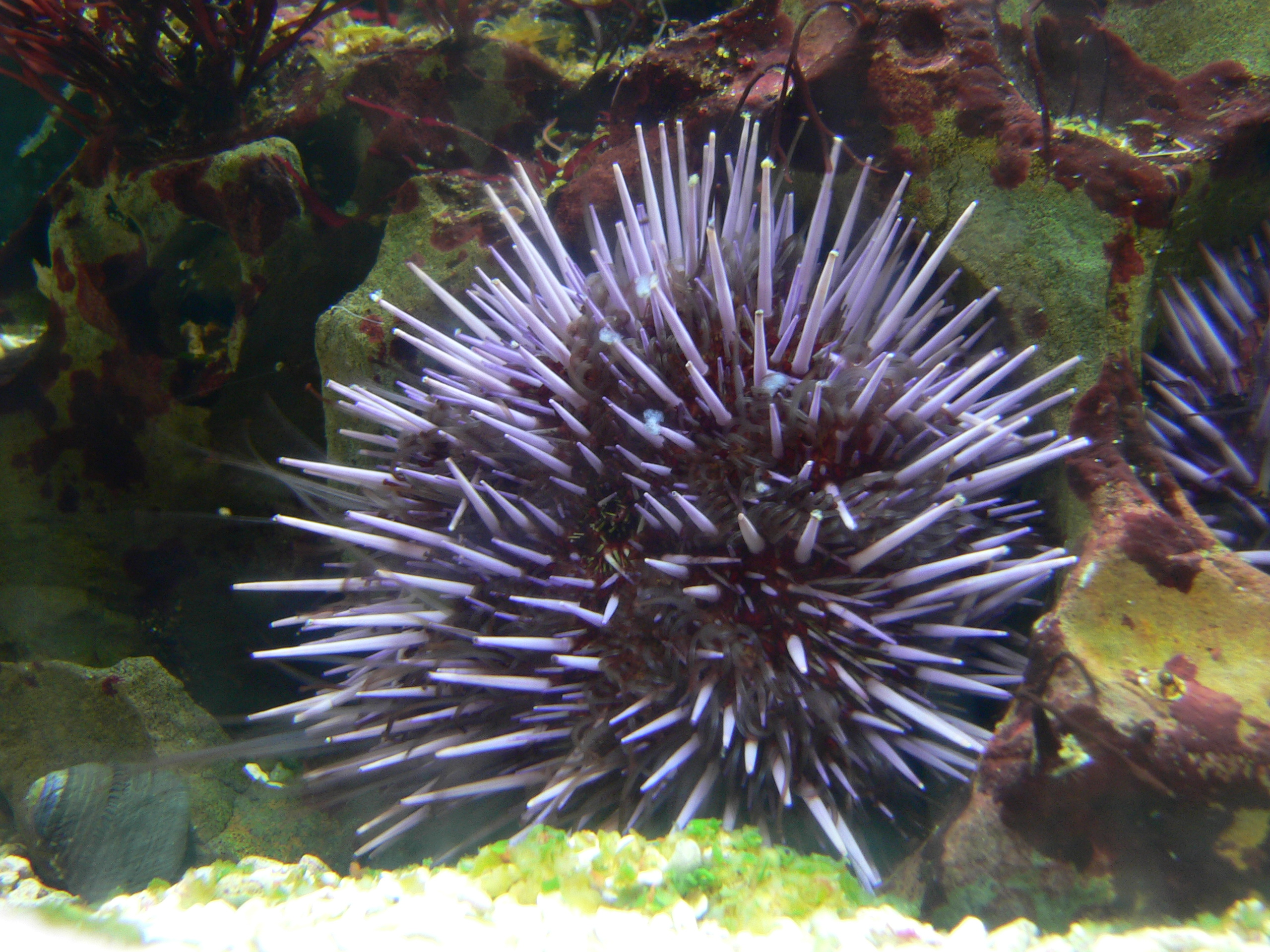
Strongylocentrotus purpuratus